# Station Neerwinden
Station Neerwinden is een spoorwegstation langs spoorlijn 36 (Brussel - Luik) in Neerwinden, een deelgemeente van de stad Landen. Het is nu een stopplaats.

## Treindienst
| Serie | Treinsoort       | Route | Bijzonderheden                                 |
| ----- | ---------------- | --- | ---------------------------------------------- |
| IC 29 | Intercity (NMBS) | [ De Panne – ] Gent-Sint-Pieters – Aalst – Brussel-Zuid – Brussels Airport-Zaventem – Leuven – Neerwinden – Landen | Rijdt in het weekend De Panne - Brussel-Noord. |
| S 9   | GEN (NMBS)       | Landen – Neerwinden – Leuven – Brussel-Schuman – Nijvel                                                            | Rijdt alleen op werkdagen.                     |

## Galerij

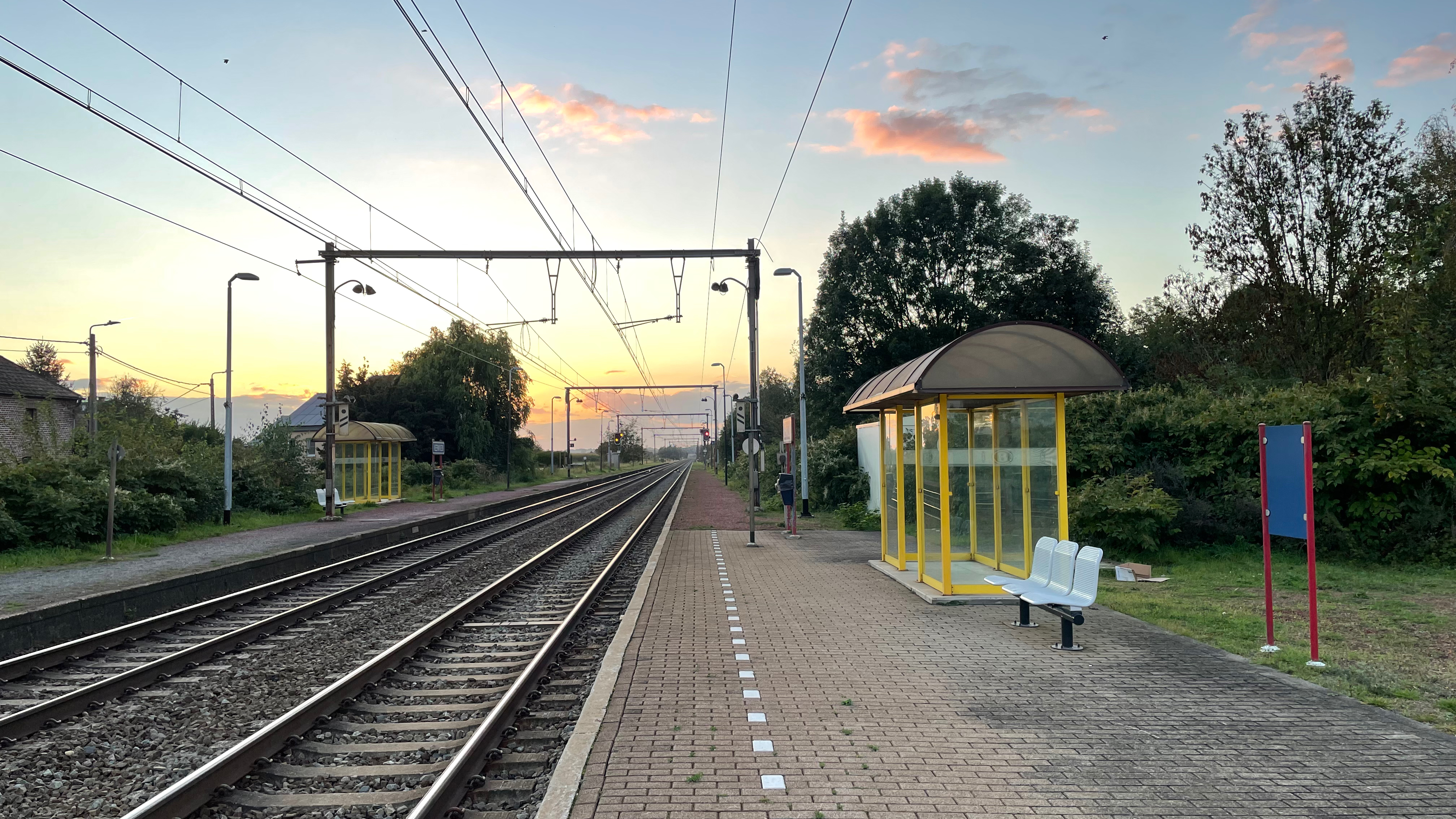
Zicht op het perron
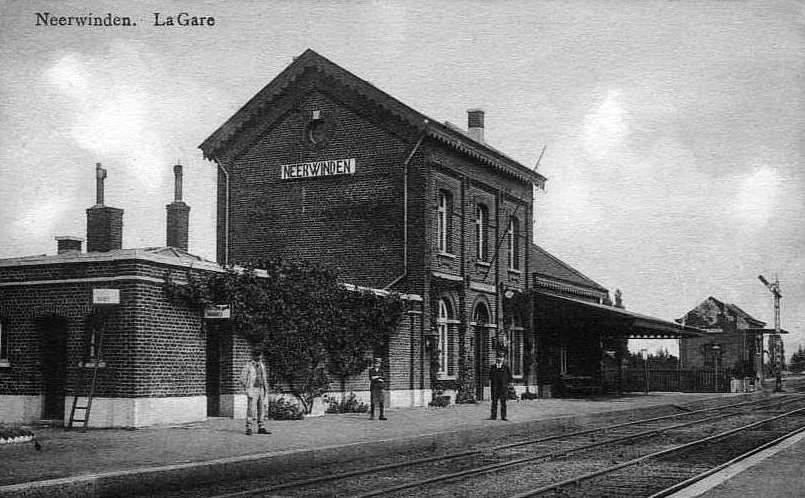
Het station in 1900

## Reizigerstellingen
De grafiek en tabel geven het gemiddeld aantal instappende reizigers weer op een week-, zater- en zondag.
| Tabel: aantal instappende reizigers station Neerwinden | Tabel: aantal instappende reizigers station Neerwinden | Tabel: aantal instappende reizigers station Neerwinden | Tabel: aantal instappende reizigers station Neerwinden |
|                                                        | Weekdag                                                | Zaterdag                                               | Zondag                                                 |
| ------------------------------------------------------ | ------------------------------------------------------ | ------------------------------------------------------ | ------------------------------------------------------ |
| 1977                                                   | 378                                                    | 71                                                     | 41                                                     |
| 1978                                                   | 354                                                    | 72                                                     | 34                                                     |
| 1979                                                   | 308                                                    | 52                                                     | 36                                                     |
| 1980                                                   | 350                                                    | 57                                                     | 44                                                     |
| 1981                                                   | 370                                                    | 61                                                     | 29                                                     |
| 1982                                                   | 296                                                    | 144                                                    | 46                                                     |
| 1983                                                   | 218                                                    | 31                                                     | 29                                                     |
| 1984                                                   | 239                                                    | 52                                                     | 29                                                     |
| 1985                                                   | 226                                                    | 50                                                     | 32                                                     |
| 1986                                                   | 221                                                    | 55                                                     | 44                                                     |
| 1987                                                   | 213                                                    | 48                                                     | 34                                                     |
| 1988                                                   | 181                                                    | 47                                                     | 31                                                     |
| 1989                                                   | 145                                                    | 39                                                     | 31                                                     |
| 1990                                                   | 144                                                    | 31                                                     | 30                                                     |
| 1991                                                   | 117                                                    | 24                                                     | 21                                                     |
| 1992                                                   | 188                                                    | 50                                                     | 33                                                     |
| 1993                                                   | 159                                                    | 35                                                     | 26                                                     |
| 1994                                                   | 171                                                    | 27                                                     | 16                                                     |
| 1995                                                   | 154                                                    | 27                                                     | 17                                                     |
| 1996                                                   | 166                                                    | 46                                                     | 28                                                     |
| 1997                                                   | 162                                                    | 32                                                     | 30                                                     |
| 1998                                                   | 141                                                    | 20                                                     | 12                                                     |
| 1999                                                   | 144                                                    | 22                                                     | 24                                                     |
| 2000                                                   | 149                                                    | 30                                                     | 18                                                     |
| 2001                                                   | 155                                                    | 38                                                     | 18                                                     |
| 2002                                                   | 181                                                    | 24                                                     | 30                                                     |
| 2003                                                   | 190                                                    | 26                                                     | 32                                                     |
| 2004                                                   | 157                                                    | 41                                                     | 26                                                     |
| 2005                                                   | 174                                                    | 36                                                     | 29                                                     |
| 2006                                                   | 148                                                    | 24                                                     | 25                                                     |
| 2007                                                   | 153                                                    | 29                                                     | 17                                                     |
| 2008                                                   | -                                                      | -                                                      | -                                                      |
| 2009                                                   | 159                                                    | 45                                                     | 27                                                     |
| 2010                                                   | -                                                      | -                                                      | -                                                      |
| 2011                                                   | -                                                      | -                                                      | -                                                      |
| 2012                                                   | 188                                                    | 31                                                     | 30                                                     |
| 2013                                                   | 181                                                    | 30                                                     | 18                                                     |
| 2014                                                   | 192                                                    | 25                                                     | 13                                                     |
| 2015                                                   | 170                                                    | 28                                                     | 31                                                     |
| 2016                                                   | 163                                                    | 38                                                     | 24                                                     |
| 2017                                                   | 157                                                    | 42                                                     | 30                                                     |
| 2018                                                   | 176                                                    | 53                                                     | 83                                                     |
| 2019                                                   | 186                                                    | 70                                                     | 52                                                     |
| 2020                                                   | 95                                                     | 127                                                    | 109                                                    |
| 2021                                                   | -                                                      | -                                                      | -                                                      |
| 2022                                                   | 175                                                    | 47                                                     | 41                                                     |
| 2023                                                   | 157                                                    | 66                                                     | 50                                                     |

0,0: Brussel-Noord ·
2,4: Schaarbeek ·
5,5: Haren-Zuid ·
7,0: Diegem ·
9,4: Zaventem ·
12,0: Nossegem ·
14,7: Kortenberg ·
16,1: Zavelstraat ·
17,8: Erps-Kwerps ·
19,2: Beisem ·
21,1: Veltem ·
24:0: Herent ·
28,8: Leuven ·
34,1: Korbeek-Lo ·
36,1: Lovenjoel ·
40,0: Vertrijk ·
42,0: Roosbeek ·
44,3: Kumtich ·
47,4: Tienen ·
53,8: Ezemaal ·
57,0: Neerwinden ·
60,7: Landen ·
64,0: Gingelom ·
69,0: Jeuk-Rosoux ·
71,5: Corswarem ·
74,5: Waremme ·
77,2: Bleret ·
79,8: Remicourt ·
83,2: Momalle ·
85,4: Fexhe-le-Haut-Clocher ·
87,8: Voroux-Goreux ·
89,9: Bierset-Awans ·
93,4: Ans ·
94,7: Montegnée ·
97,0: Liège-Haut-Pré ·
99,9: Luik-Guillemins